# Andy Priaulx
 (octobre 2014).
Si vous disposez d'ouvrages ou d'articles de référence ou si vous connaissez des sites web de qualité traitant du thème abordé ici, merci de compléter l'article en donnant les références utiles à sa vérifiabilité et en les liant à la section « Notes et références ».
Andy Priaulx, né le 8 août 1974 à Guernesey, est un pilote automobile britannique, champion du monde des pilotes de voitures de tourisme en 2005, 2006 et 2007, et champion d'Europe 2004 pour le compte de l'écurie BMW.
Il a remporté dix-huit victoires en championnat WTCC, et les 24 Heures du Nürburgring en endurance en 2005.

## Biographie

### Débuts en compétition (1982-2001)
Priaulx participe à de nombreuses compétitions de sport automobile, il commence le karting à l'âge de huit ans. Après un bref passage en bateau de course, il commence à participer à des courses de côte alors qu'il est encore adolescent. Il remporte le championnat britannique de course de côte en 1995.
Après cela, Andy passe aux courses sur circuits et après deux années discrètes en championnat de Grande-Bretagne de Formule Renault et en championnat de Grande-Bretagne de Formule 3, il se lance dans le championnat de Renault Spider qu'il remporte en 1999 avec treize victoires sur les treize courses du championnat. Il retourne en Formule 3 britannique en 2000 et 2001 auquel il termine à la sixième place.

### Débuts en tourisme (2001-2003)
En 2001, Andy Priaulx participe au championnat britannique des voitures de tourisme pour le compte de l'écurie Egg Vauxhall, en remplacement de Phil Bennett. Il crée la surprise en décrochant la pole position dès sa première participation, à Oulton Park. L'année suivante, il s'engage aux côtés de l'équipe Honda avec laquelle il décroche trois podiums, dont une victoire. En 2003, il participe au championnat européen des voitures de tourisme avec l'écurie BMW Team UK. Il se bat pour le titre jusqu'à la dernière course et termine finalement troisième. Il participe à quelques courses du V8 Supercars et au 1 000 km de Bathurst en 2002 et en 2003.

### Titres internationaux en tourisme (2004-2007)

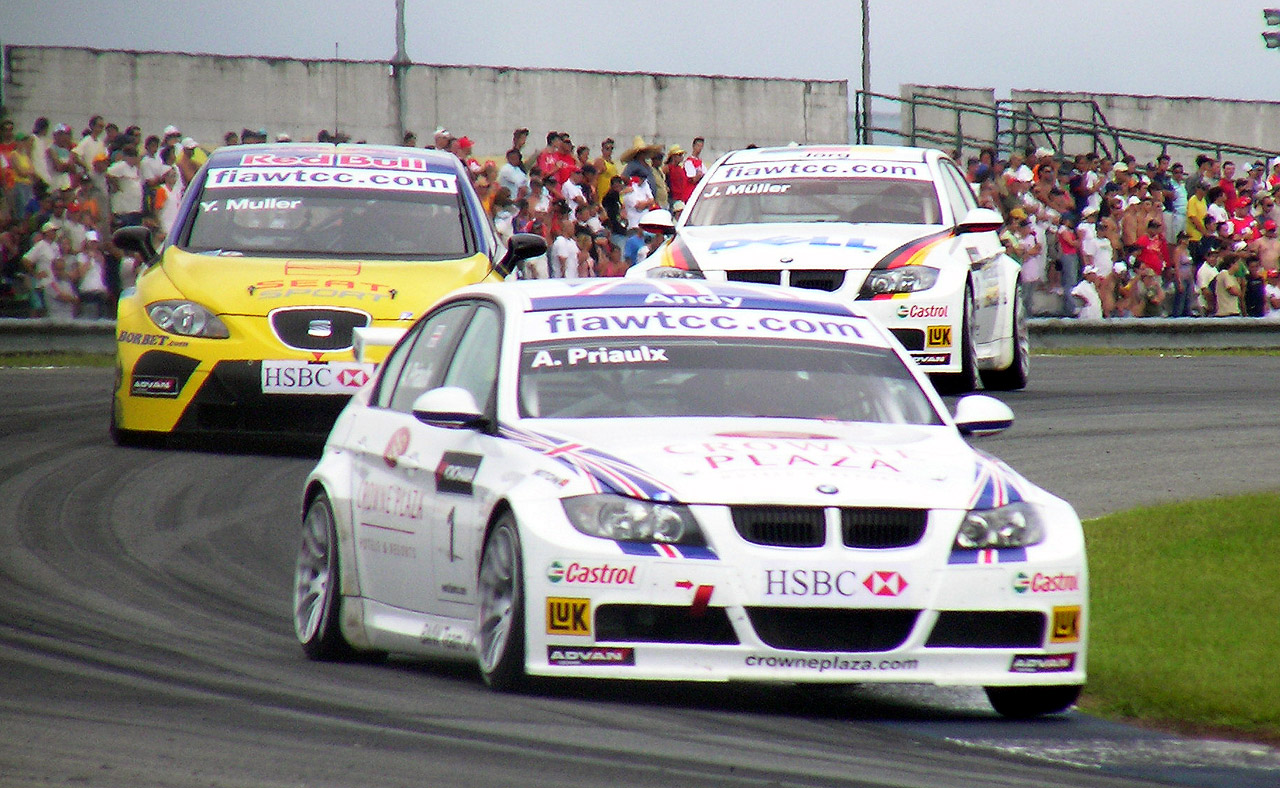
Andy Priaulx, ici à Curitiba, mène la course, devant ses plus dangereux rivaux de la saison 2007.

2004 est l'année de la consécration pour Andy : il remporte le championnat européen des voitures de tourisme après une lutte qui a duré toute la saison contre son rival Dirk Müller. Les deux pilotes ont obtenu le même nombre de points, mais Priaulx ayant cinq victoires contre trois pour Müller, le titre est décerné au pilote anglais.
Priaulx réitère son succès de 2004 en 2005, 2006 et 2007, en remportant le championnat du monde des voitures de tourisme. En 2005, il décroche le titre mondial avec deux deuxièmes places dans la dernière manche à Macao devant ses plus proches rivaux, Dirk Müller et Fabrizio Giovanardi. L'année suivante, une victoire dans la première course de la dernière manche à Macao lui permet de partir huitième puis de finir cinquième dans la deuxième course pour battre Jörg Müller pour un seul point et ainsi conserver son titre.

### Continuation en tourisme (2008-2010)

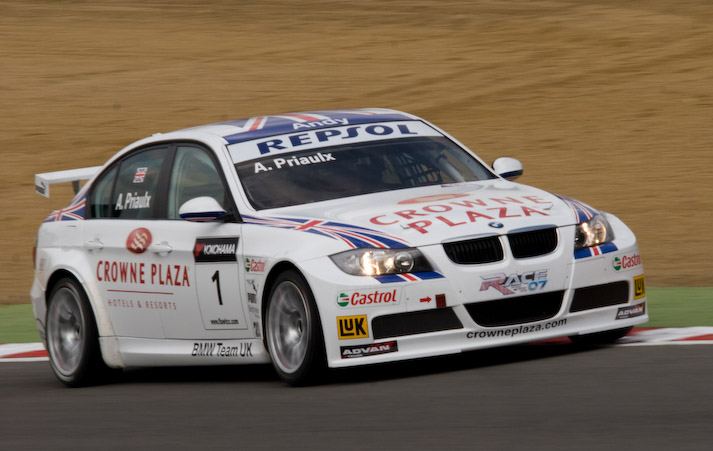
Andy Priaulx à Brands Hatch en 2008

À l'approche de la dernière course de la saison 2007 à Macao, Priaulx est co-leader du championnat avec l'ancien champion de BTCC Yvan Muller. Il termine huitième de la première course et remporte la seconde course en partant de la pole position et décroche ainsi son troisième titre mondial.
En 2008, il est nommé membre de l'Ordre de l'Empire Britannique (OBE) le jour de son 34e anniversaire et termine quatrième du WTCC, échouant pour la première fois dans la lutte pour le titre.

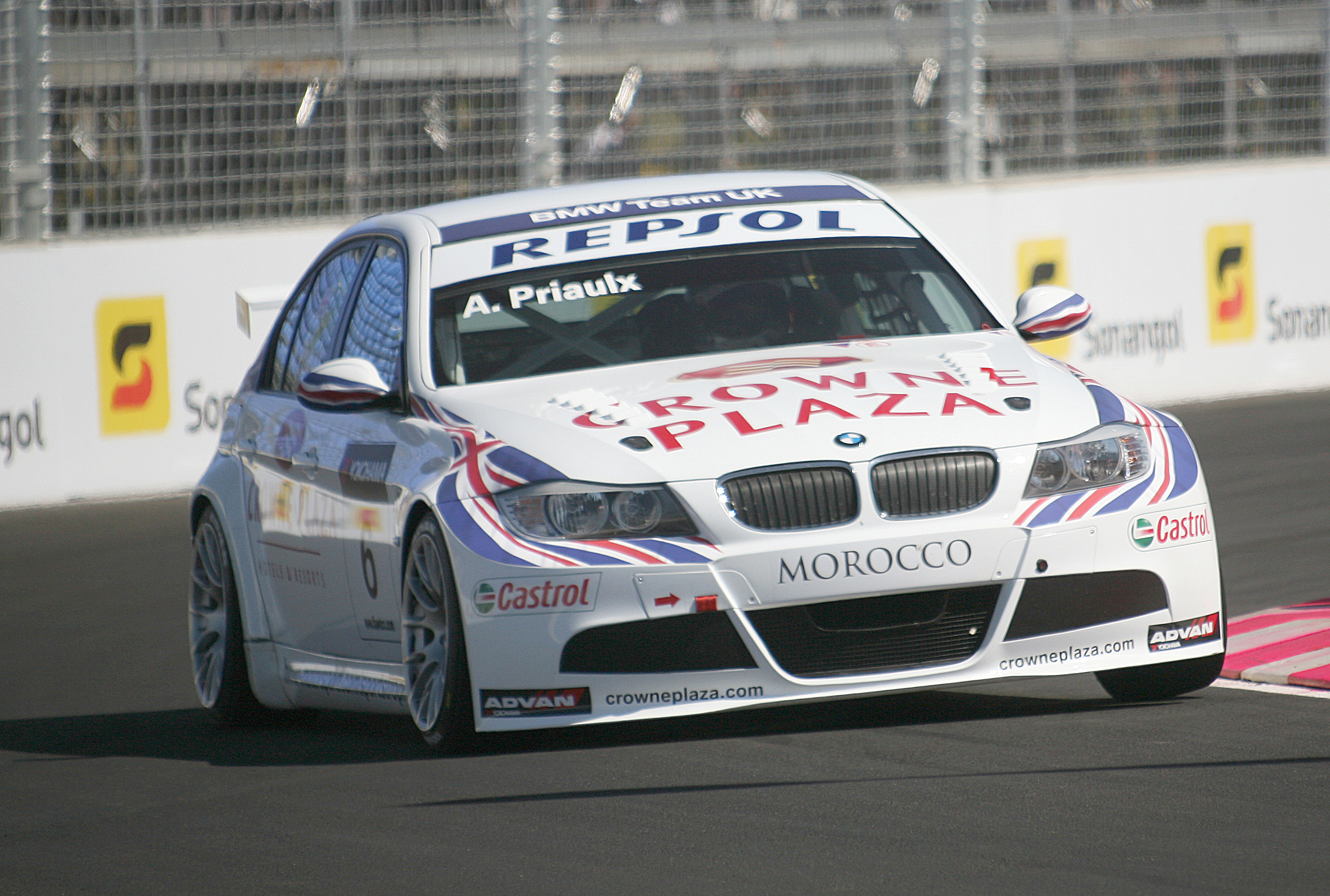
Andy Priaulx à Marrakech en 2009.

Priaulx finit à nouveau quatrième du WTCC en 2009. En parallèle, il participe à quelques courses de l'American Le Mans Series pour BMW et quelques manches du V8 Supercars.
En 2010, Priaulx a continue de courir au championnat du monde des voitures de tourisme pour le compte de BMW et participe à quelques courses d'endurance, notamment les 24 Heures du Mans. Il termine quatrième du WTCC.

### Podiums en endurance (2011)
Le 5 décembre 2010, BMW annonce qu'Andy Priaulx ne participera pas au WTCC en 2011. Durant cette saison, Priaulx s'engage en endurance dans le championnat American Le Mans Series où il termine 14e, et décroche une victoire. Il participe aux 24 Heures du Mans et termine troisième de la catégorie GTE Pro.

### Participations anonymes en DTM (2012-2013)

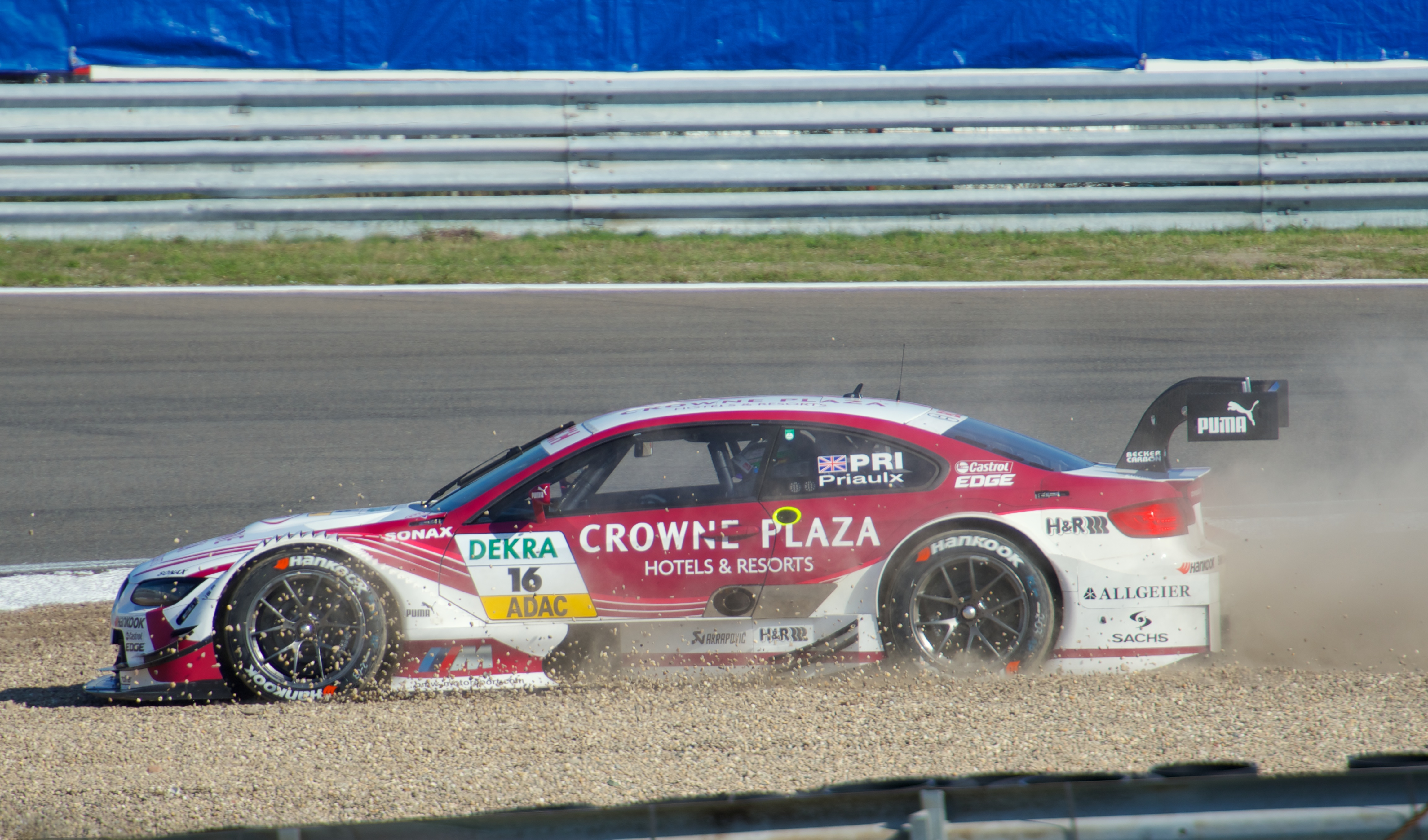
Andy Priaulx, en difficultés, comme bien souvent durant ses années en DTM.

Il a participé, de 2012 à 2013, au championnat DTM avec BMW, sans pour autant obtenir un réel succès (aucun podium en 20 courses).

### Exil aux États-Unis (2014)
En 2014, il revient à l'endurance dans le nouveau championnat United SportsCar Championship (USC) et signe trois podiums lors de sa première saison avec BMW. Il termine huitième du championnat avec un total de 298 points, ex aequo avec son coéquipier américain Bill Auberlen.

### Toujours aux États-Unis et retour au BTCC (2015)
Il reste dans le championnat United SportsCar pour la saison 2015 avec l'écurie Turner Motorsport (BMW). En janvier 2015, Priaulx annonce son retour en Championnat britannique des voitures de tourisme (BTCC) au volant d’une BMW 125i M
Sport, et les European Le Mans Series sur une BMW Z4 GTE du Marc VDS remportant des victoires dans les deux disciplines. Récemment, il a également remporté la Course des Champions dans le trophée des nations, en compagnie de Jason Plato.

### Saison 2016
À l’issue de la fin de son contrat avec BMW, Andy Priaulx est confirmé par l’équipe Ford pour disputer l’intégralité de la saison 2016 du championnat du monde d’endurance au volant de la nouvelle Ford GT.

## Palmarès
- 1995 : Champion d'Angleterre de course de côte (en) (sur Pilbeam MP58-03)
- 1999 : Champion d'Angleterre de Renault Spider
- 2004 (ETCC) : Champion d'Europe
- 2005 (WTCC) : Champion du monde - Vainqueur des 24 Heures du Nürburgring
- 2006 (WTCC) : Champion du monde
- 2007 (WTCC) : Champion du monde

## Résultats en compétition automobile

### Résultats en ETCC/WTCC
| Saison | Écurie       | Voiture   | Courses | Victoires | Pole positions | Meilleurs tours | Podiums | Points inscrits | Classement |
| ------ | ------------ | --------- | ------- | --------- | -------------- | --------------- | ------- | --------------- | ---------- |
| 2003   | RBM Team     | BMW 320i  | 20      | 3         | 1              | 2               | 8       | 100             | 3e         |
| 2004   | BMW Team UK  | BMW 320i  | 20      | 5         | 1              | 6               | 9       | 111             | Champion   |
| 2005   | RBM Team     | BMW 320i  | 20      | 1         | 1              | 3               | 11      | 101             | Champion   |
| 2006   | BMW Team UK  | BMW 320si | 20      | 5         | 3              | 1               | 6       | 73              | Champion   |
| 2007   | BMW Team UK  | BMW 320si | 22      | 3         | 0              | 0               | 8       | 92              | Champion   |
| 2008   | BMW Team UK  | BMW 320si | 24      | 1         | 0              | 3               | 9       | 81              | 4e         |
| 2009   | BMW Team UK  | BMW 320si | 24      | 2         | 0              | 4               | 7       | 84              | 4e         |
| 2010   | BMW Team RBM | BMW 320si | 22      | 6         | 1              | 5               | 6       | 246             | 4e         |

### Résultats aux 24 Heures du Mans

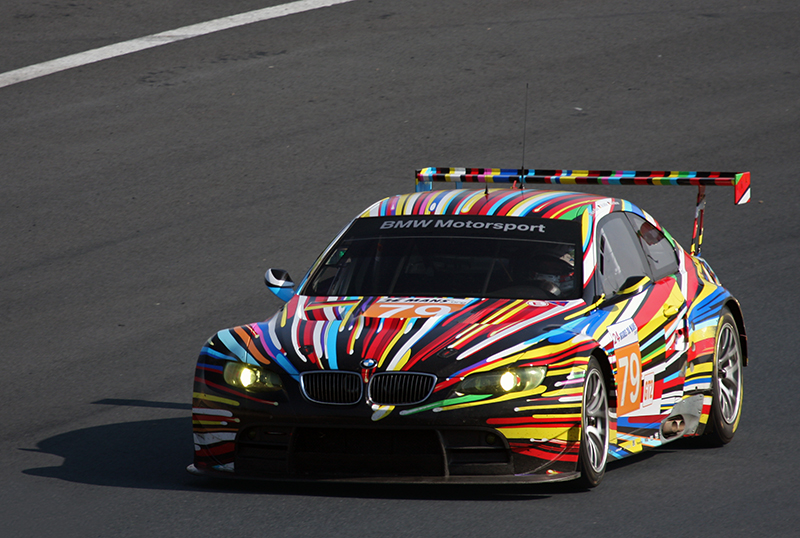
BMW M3 GT2 (E92) Art Car LMGT2 peinte par Jeff Koons, de Priaulx, Dirk Müller, et Dirk Werner aux 24 Heures du Mans 2010 (abandon).

| Saison | Écurie                    | Co-Conducteurs                    | Voiture          | Classe  | Tour | Pos. | Class Pos. |
| ------ | ------------------------- | --------------------------------- | ---------------- | ------- | ---- | ---- | ---------- |
| 2010   | BMW Motorsport            | Dirk Müller Dirk Werner           | BMW M3 GT2 (E92) | GT2     | 53   | Ab   | Ab         |
| 2011   | BMW Motorsport            | Dirk Müller Joey Hand             | BMW M3 GT2 (E92) | GTE Pro | 313  | 15th | 3e         |
| 2016   | Ford Chip Ganassi Team UK | Marino Franchitti Harry Tincknell | Ford GT          | GTE Pro | 306  | 40th | 9e         |
| 2017   | Ford Chip Ganassi Team UK | Harry Tincknell Pipo Derani       | Ford GT          | GTE Pro | 340  | 18th | 2d         |
| 2018   | Ford Chip Ganassi Team UK | Harry Tincknell Tony Kanaan       | Ford GT          | GTE Pro | 332  | 36th | 12e        |

### Résultats en Intercontinental Le Mans Cup
| Saison | Écurie         | Voiture          | Rnd 1 | Rnd 2 | Rnd 3 | Rnd 4 | Rnd 5 | Rnd 6 | Rnd 7 | Position | Points |
| ------ | -------------- | ---------------- | ----- | ----- | ----- | ----- | ----- | ----- | ----- | -------- | ------ |
| 2011   | BMW Motorsport | BMW M3 GT2 (E92) | SEB   | SPA   | LMS   | IMO   | SIL   | PLM   | ZHU   | 2e       | 123    |
| 2011   | BMW Motorsport | BMW M3 GT2 (E92) | 1     | 3     | 3     |       | 4     | 9     |       | 2e       | 123    |

### Résultats en DTM
| Année | Voiture    | Équipe       | Courses disputées | Victoires | Pole positions | Podiums | Records du tour | Points inscrits | Classement |
| ----- | ---------- | ------------ | ----------------- | --------- | -------------- | ------- | --------------- | --------------- | ---------- |
| 2012  | BMW M3 DTM | BMW Team RBM | 10                | 0         | 0              | 0       | 0               | 24              | 13e        |
| 2013  | BMW M3 DTM | BMW Team RBM | 10                | 0         | 0              | 0       | 0               | 10              | 20e        |

### Résultats en USCC
| Année | Voiture     | Équipe                         | Coéquipier    | Courses disputées | Victoires | Pole positions | Podiums | Records du tour | Points inscrits | Classement |
| ----- | ----------- | ------------------------------ | ------------- | ----------------- | --------- | -------------- | ------- | --------------- | --------------- | ---------- |
| 2014  | BMW Z4 GTLM | Rahal Letterman Lanigan Racing | Bill Auberlen | 11                | 0         | 0              | 3       | 0               | 298             | 8e         |